# Irish National Invincibles
Els Irish National Invincibles, més coneguts com a "the Invincibles" foren un grup extremista escindit de la Germandat Republicana Irlandesa. Fou promoguda des de l'exili per Jeremiah O'Donovan Rossa i formada a l'interior per James Carey, constructor i comerciant de fusta, David Cunley, fuster, James Mullett i Edward Mc Caffey.
El 6 de maig del 1882 un grup de nou individus (Carey, Cunley, John Brady, Joe Hanlon, Timothy Kelly, Michael Kavanagh, James Fitzharris i altres) assassinaren a ganivetades a Phoenix Park (Dublín) al governador Frederick Cavendish i al vesgovenador Thomas Henry Burke. Els assassinats, però, provocaren un fort rebuig de part de l'opinió pública irlandesa i desprestigiaren el moviment fenià.
El gener del 1883 es produiran 26 detencions per la delació de Carey i Kavanagh. Joe Brady, Michael Fagan, Thomas Caffrey, Dan Curley i Tim Kelly foren condemnats a mort i enterrats a la presó de Kilmainham,i vuit més condemnats a cadena perpètua. El delator James Carey, rebria dels britànics una recompensa, un nou nom i un viatge a Sud-àfrica, però seria assassinat per Patrick O'Donnell quan a bord del 'Melrose Castle' fugia cap a Ciutat del Cap, Sud-àfrica el 29 de juliol de 1883. O'Donnell també seria executat a la forca el 17 de desembre de 1883.
No obstant això, cap membre de la direcció ni de l'executiu fundador va ser jutjat mai pel govern britànic. John Walsh, Patrick Egan, John Sheridan, Frank Byrne i Patrick Tynan van marxar als Estats Units on foren acollits per la comunitat irlandesa.